# Triumf św. Tomasza z Akwinu
Triumf św. Tomasza z Akwinu – fresk renesansowego włoskiego malarza Filippina Lippiego.
Fresk został namalowany w bazylice Santa Maria sopra Minerva w Rzymie na zlecenie dominikanów. Kościół ten został wzniesiony w miejscu dawnej rzymskiej świątyni bogini mądrości Minerwy. Fresk jest alegorią zwycięstwa wiedzy chrześcijańskiej i teologii nad pogaństwem i herezją.
W centralnym punkcie fresku na tronie, w białym habicie i czarnym płaszczu, siedzi św. Tomasz z Akwinu. Jego górująca pozycja świadczy o dominacji nad wszystkimi zebranymi. Prawą nogą depcze postać, która trzyma w dłoniach zwój z cytatami z Księgi Mądrości: Mądrość pokonuje zło. Napis sugeruje, iż deptana postać reprezentuje zło. Tomasz trzyma w rękach księgę otwartą na słowach Wytracę mądrość mędrców, będących cytatem z listu do Koryntian św. Pawła, co nawiązuje do dysput Tomasza z heretykami. Wokół niego siedzą cztery kobiety uosabiające cztery dziedziny wiedzy:Filozofię, Teologię, Dialektykę i Gramatykę, potrzebne do zrozumienia nauk teologicznych.
Tomasz z Akwinu w swoich naukach kładł nacisk na zrozumienie natury Trójcy Świętej, czyli dogmatu istnienia jednego Boga w trzech osobach: Ojca, Syna i Ducha Świętego. Jego nauka zaprzeczała poglądom części wczesnochrześcijańskich teologów.

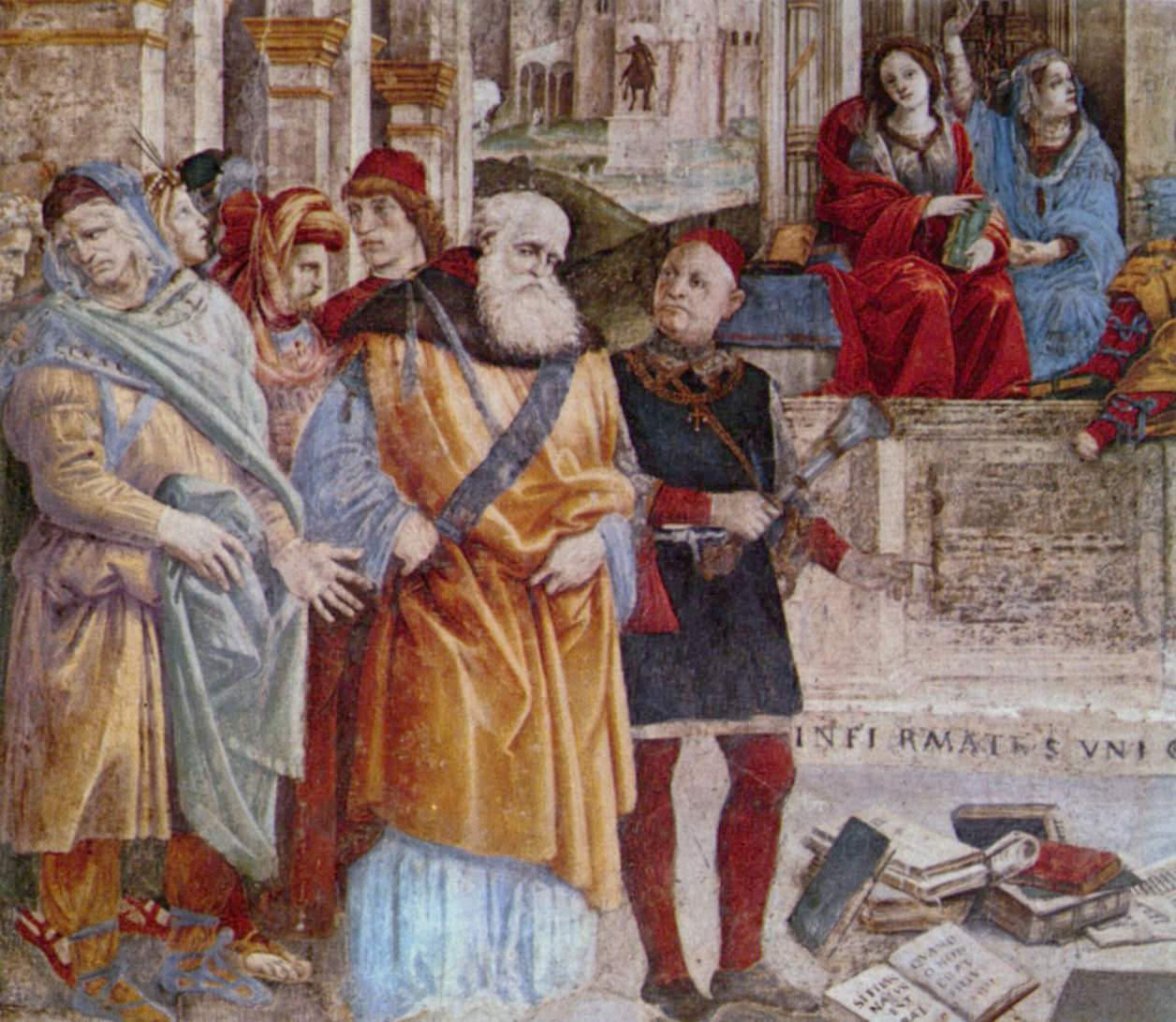
Przedstawienie Ariusza na fresku (fragment)

Uzupełnieniem alegorii są figury przedstawione poniżej tronu. Postacie stojące wokół rozrzuconych ksiąg przedstawiają sześciu heretyków, których idee zostały obalone przez Tomasza. Brodata postać po lewej stronie to Ariusz, przed nim leży otwarta księga ze spisaną w niej jego doktryną, potępioną na soborze w Nicei w 325 r. n.e. Naprzeciwko niego, w czerwonej szacie, stoi Sabeliusz, przedstawiony jako rzymski republikanin. Również przed nim leży księga objaśniająca jego herezję: głosił on, iż Ojciec, Syn i Duch Święty nie są oddzielnymi bytami, co nie zgadzało się z ortodoksyjną doktryną, mówiącą o jednym Bogu w trzech osobach.
Po lewej stronie, w oddali, Lippi umieścił posąg konny Marka Aureliusza, uważany wówczas mylnie za pomnik cesarza Konstantyna Wielkiego. Cesarz miał nakazać na Soborze Nicejskim rozprawienie się z herezją arian. Jego pomnik znajduje się zaraz nad głową Ariusza, a jego prawa ręka wisi nad głową teologa.